# Dicranota hyalipennis
Dicranota hyalipennis är en tvåvingeart som beskrevs av Alexander 1938. Dicranota hyalipennis ingår i släktet Dicranota och familjen hårögonharkrankar. Inga underarter finns listade i Catalogue of Life.